# Scrofiano
Scrofiano is een plaats (frazione) in de Italiaanse gemeente Sinalunga.